# Edzard Ernst
Edzard Ernst (nacido el 30 de enero de 1948) es un médico, catedrático de medicina e investigador británico-alemán retirado que se especializa en el estudio de la medicina alternativa y complementaria. Fue nombrado profesor de Medicina Complementaria en la Universidad de Exeter, presuntamente el primer puesto académico de este tipo en el mundo centrado en la medicina complementaria y alternativa.
Ernst nació y se formó en Alemania, donde comenzó su carrera médica en un hospital homeopático en Múnich, y desde 1999 es ciudadano británico. Ejerció como presidente de Medicina física y rehabilitación en la Universidad de Viena, sin embargo, dejó su cargo en 1993 para establecer el departamento de Medicina Complementaria de la Universidad de Exeter en Inglaterra. En 2002, se convirtió en director de medicina complementaria de la Peninsula College of Medicine and Dentistry. Ernst fue el primer ocupante de la Catedra Laing en Medicina Complementaria, de la cual se retiró en 2011.
Ernst es el fundador de dos revistas médicas: Focus on Alternative and Complementary Therapies, de la cual fue editor en jefe hasta que se suspendió su publicación en 2016, y Perfusion. Escribía regularmente una columna para el periódico The Guardian, donde revisaba noticias sobre medicina complementaria desde la perspectiva de la medicina basada en evidencia. Desde que comenzó sus investigaciones sobre modalidades médicas alternativas, Ernst ha sido visto como "el flagelo de la medicina alternativa" por publicar investigaciones críticas que exponen métodos que carecen de documentación o evidencia de eficacia. Harriet Hall llama a Ernst el "experto más importante del mundo... en medicina alternativa y complementaria".
En 2015 fue galardonado con el Premio John Maddox, patrocinado conjuntamente por la fundación benéfica británica Sense About Science, la fundación Kohn y la revista científica Nature, por su valor en la defensa de la ciencia.

## Biografía y trayectoria
Ernst se graduó como médico en Alemania en 1978, donde también completó su tesis de MD y Ph.D.vHa recibido formación en acupuntura, entrenamiento autógeno, herbolaria, homeopatía, masoterapia y manipulación espinal. Aprendió homeopatía, acupuntura y otras modalidades de medicina alternativa mientras estaba en un hospital homeopático en Múnich, durante los inicios de su carrera médica.
En 1988, se convirtió en profesor de Medicina Física y Rehabilitación (MFR) en la Escuela de Medicina de Hannover y en 1990 asumió la jefatura del Departamento de MFR en la Universidad de Viena.

### Formación y carrera temprana
Ernst se graduó como médico en Alemania en 1978, donde también completó sus tesis de MD y Ph.D. Ha recibido formación en acupuntura, entrenamiento autógeno, herbolaria, homeopatía, masoterapia y manipulación espinal. Aprendió homeopatía, acupuntura y otras modalidades de medicina alternativa mientras estaba en un hospital homeopático en Múnich, durante los inicios de su carrera médica.
En 1988, se convirtió en profesor de Medicina Física y Rehabilitación (MFR) en la Escuela de Medicina de Hannover y en 1990 asumió la jefatura del Departamento de MFR en la Universidad de Viena.
Se graduó en medicina en 1978 en Alemania, donde también completó su M.D. y Ph.D.. Recibió formación en acupuntura, entrenamiento autógeno, herbología, homeopatía, masaje terapéutico y manipulación espinal mientras trabajaba, como estudiante de posgrado, en un hospital homeopático de Múnich.

## Trabajo con relación a la medicina alternativa
En su puesto como el primer profesor de medicina complementaria del mundo, Ernst investiga la medicina complementaria con énfasis en la eficacia y la seguridad. Su investigación se centra principalmente en revisiones sistemáticas y metanálisis de ensayos clínicos; el instituto no ha realizado un ensayo clínico durante algún tiempo debido a limitaciones presupuestarias. Ernst cuenta con más de 700 artículos publicados en revistas científicas.
Ha afirmado que alrededor del cinco por ciento de la  medicina alternativa está respaldada por evidencia, mientras que el resto está insuficientemente estudiado o existe evidencia que muestra falta de eficacia.
El departamento de Ernst en Exeter definió la medicina complementaria como "diagnóstico, tratamiento y/o prevención que complementa la medicina convencional contribuyendo a un todo común, satisfaciendo una demanda que la ortodoxia no satisface o diversificando los marcos conceptuales de la medicina".
Ernst afirma que, en Alemania y Austria, las técnicas complementarias son practicadas principalmente por médicos calificados, mientras que en el Reino Unido son practicadas principalmente por otros profesionales. También argumenta que el término "Medicina Complementaria y Alternativa" ("CAM") es un término tan general que casi carece de sentido, y que se deben hacer distinciones entre sus modalidades. Desde que comenzó su investigación sobre modalidades alternativas, Ernst ha sido visto como "el flagelo de la medicina alternativa" por publicar investigaciones críticas sobre el tema. En una publicación de 2008 en el British Journal of General Practice, los tratamientos enumerados que "demostrablemente generan más bien que daño" se limitaban a poco más de una docena: el uso de acupuntura para las náuseas y la osteoartritis; la aromaterapia como tratamiento paliativo del cáncer; hipnosis para el dolor de parto; masajes, musicoterapia, terapia de relajación para la ansiedad y el insomnio; y algunos extractos de plantas como la hierba de San Juan para la depresión; espino para la insuficiencia cardíaca congestiva y goma guar para la diabetes.

En nuestro libro More Good Than Harm? ... el especialista en ética Kevin Smith y yo discutimos las muchas cuestiones éticas en torno a la medicina alternativa y esencialmente llegamos a la conclusión de que no es posible practicar la medicina alternativa de manera ética.

### Informe Smallwood
En 2005, un informe del economista Christopher Smallwood, encargado personalmente por el entonces Príncipe Carlos (Hoy Carlos III del Reino Unido), afirmó que la CAM tenía una relación costo-beneficio positiva y debería estar disponible en el Servicio Nacional de Salud Británico (NHS). Ernst fue inicialmente listado como colaborador en el informe, pero pidió que se eliminara su nombre después de que una mirada al borrador del informe lo convenciera de que Smallwood había "escrito las conclusiones antes de revisar la evidencia". El informe no abordó si los tratamientos de CAM eran realmente efectivos y Ernst lo describió como "basura completamente engañosa".
Ernst, a su vez, fue criticado por el editor de The Lancet, Richard Horton, por revelar el contenido del informe cuando aún estaba en forma de borrador. En una carta del 29 de agosto de 2005 a The Times, Horton escribió: "El profesor Ernst parece haber roto todos los códigos profesionales de comportamiento científico al revelar correspondencia que se refiere a un documento que está en proceso de revisión antes de su publicación. Esta violación de la confianza es deplorable".
El secretario privado del entonces príncipe Carlos, Sir Michael Peat, también presentó una queja sobre la violación de la confidencialidad con la Universidad de Exeter. Aunque fue "absuelto de irregularidades", Ernst ha dicho que las circunstancias que rodearon la investigación universitaria subsiguiente lo llevaron a su retiro temprano.
En la edición del 1 de enero de 2006 del British Journal of General Practice, Ernst hizo una crítica detallada del informe.

### Trick or Treatment

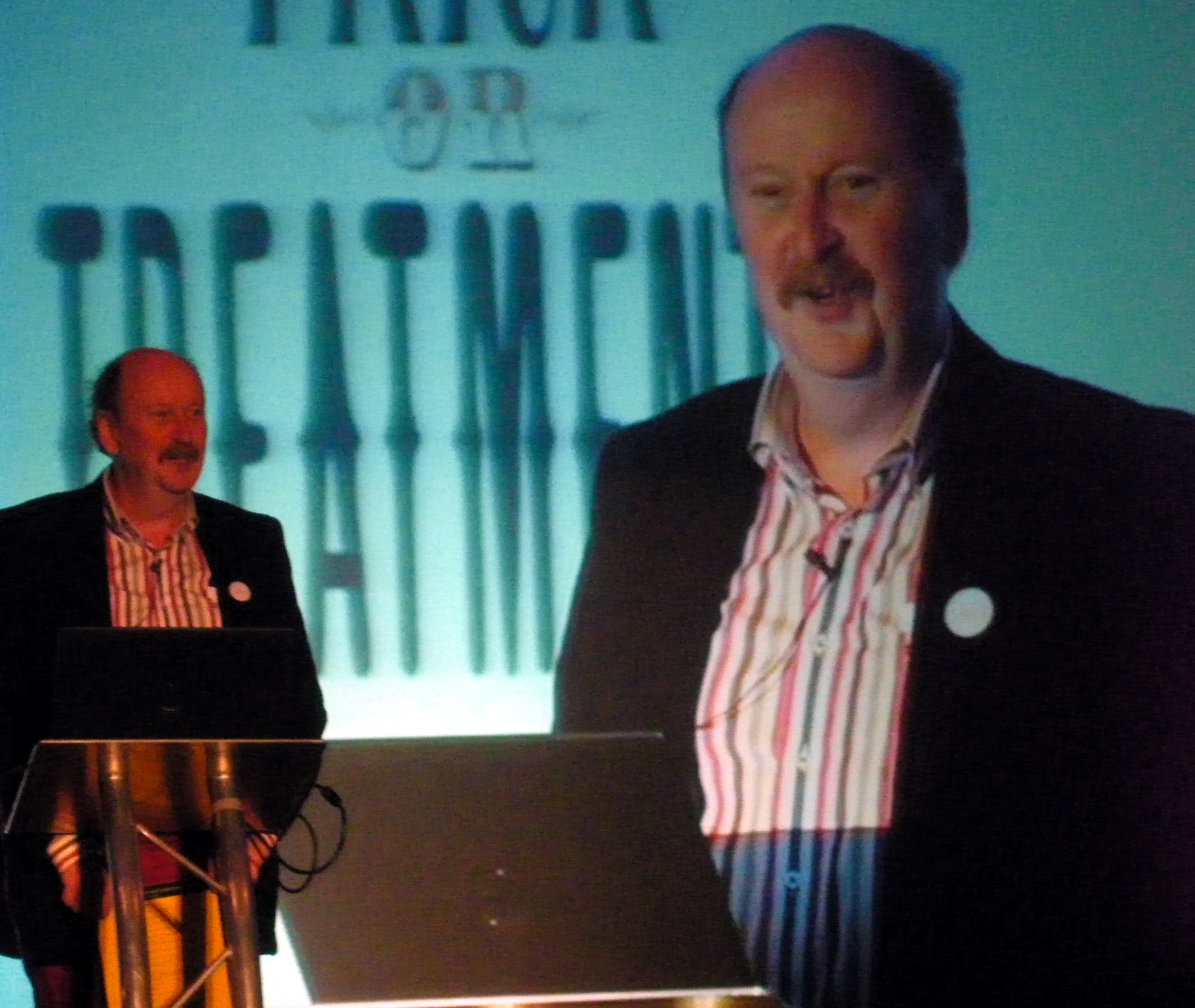
Ernst dando una conferencia sobre Trick or Treatment en 2012.

En 2008, Ernst y Simon Singh publicaron Trick or Treatment? Alternative Medicine on Trial (¿Truco o tratamiento? La medicina alternativa en el banquillo). Los autores desafiaron al Príncipe de Gales (Carlos), a quien (irónicamente) está dedicado el libro, ya la "Fundación del Príncipe para la Salud Integrativa" por la supuesta tergiversación de "evidencia científica sobre terapias como la homeopatía, la acupuntura y la reflexología". Afirmaron también que Gran Bretaña gastaba 500 millones de libras cada año en terapias alternativas no probadas o refutadas.
En una revisión de Trick or Treatment en el New England Journal of Medicine, Donald Marcus describió a Ernst como "una de las personas mejor calificadas para resumir la evidencia sobre este tema".

En 2008, Ernst envió una carta abierta instando a la Real Sociedad Farmacéutica de Gran Bretaña a tomar medidas enérgicas contra los químicos que venden remedios homeopáticos sin advertir que los remedios carecen de evidencia para los supuestos efectos biológicos. Según él, esta desinformación sería una violación de su código ético:
Mi súplica es simplemente por honestidad. Deje que la gente compre lo que quiera, pero dígales la verdad sobre lo que están comprando. Estos tratamientos son biológicamente inverosímiles y las pruebas clínicas han demostrado que no hacen nada en los seres humanos. El argumento de que esta información no es relevante o importante para los clientes es simplemente ridículo.
En una entrevista de 2008 con la revista Media Life, cuando a él y a Simon Singh se les hizo esta pregunta: "¿Cuál creen que es el futuro de la medicina alternativa?", respondieron:
Para nosotros, no existe tal cosa como la medicina alternativa. Hay medicamentos que son efectivos o no, medicamentos que son seguros o no. Las llamadas terapias alternativas necesitan ser evaluadas y luego clasificadas como buenas medicinas o falsas medicinas. Con suerte, en el futuro, las buenas medicinas se incorporarán a la medicina convencional y se abandonarán las medicinas falsas.
En un artículo titulado "¿Deberíamos mantener una mente abierta sobre la homeopatía?" publicado en el American Journal of Medicine, Michael Baum y Edzard Ernst—escribiendo a otros médicos—escribieron algunas fuertes críticas a la homeopatía:
La homeopatía es uno de los peores ejemplos de medicina basada en la fe... Estos axiomas [de la homeopatía] no solo están fuera de línea con los hechos científicos, sino que también se oponen directamente a ellos. Si la homeopatía es correcta, gran parte de la física, la química y la farmacología deben ser incorrectas... Por lo tanto, tener una mente abierta acerca de la homeopatía o formas igualmente inverosímiles de medicina alternativa (p. ej., remedios florales de Bach, sanación espiritual, terapia con cristales ) no es una opción.

### More Harm Than Good?
En una reseña de More Harm Than Good? (¿Más daño que beneficio)? La doctora Harriet Hall, autora de The Moral Maze of Complementary and Alternative Medicine (El laberinto ético le la medicina complementaria y alternativa) llama a Ernst el "experto más importante del mundo en las afirmaciones y la evidencia (o la falta de ella) para la Medicina Complementaria y Alternativa (CAM)".
En este libro de 2018 de Springer Publishing, Ernst y el coautor y especialista en ética médica, Kevin Smith, adoptan un enfoque diferente al de Trick or Treatment, que consiste en dirigirse no a los "practicantes y pacientes" (de CAM), sino a los expertos en ética y a la comunidad científica. "Fue escrito para informar, no para entretener. No es una lectura fácil o 'divertida', pero es importante".
Hall escribe que los autores han argumentado convincentemente que la CAM "explota a los pacientes, incluyendo daños físicos, angustia mental, pérdidas financieras y daños a terceros". Los autores han enumerado de antemano las excusas más comunes que los practicantes de CAM harán cuando "se enfrenten a la evidencia de que su modalidad de CAM no es tan efectiva o segura como afirman", y luego respondieron a las 10 principales con refutaciones. Incluso el argumento de que la CAM ayuda por lo menos como placebo se aborda en su totalidad.

### Charles, the Alternative Prince
El libro de Ernst, Charles, the Alternative Prince: An Unauthorized Biography, (Carlos, el príncipe alternativo: una biografía no autorizada) se publicó en febrero de 2022. Se centra en el interés de Charles por la medicina alternativa, con una evaluación crítica de sus puntos de vista.

## Jubilación anticipada de Exeter
Ernst fue acusado por el secretario privado del entonces príncipe Carlos de haber violado un acuerdo de confidencialidad sobre el informe Smallwood de 2005. Después de ser sometido a una investigación "muy desagradable" por parte de la Universidad de Exeter, la universidad "aceptó su inocencia pero continuó, en su opinión, tratándolo como 'persona non grata'. Toda la recaudación de fondos para su departamento cesó, lo que lo obligó a agotar sus fondos básicos y permitir que sus 15 empleados se fueran.”
Escribiendo en 2022, después de la ascensión al trono de Carlos, Ernst dijo: "Nunca hubo un acuerdo formal de confidencialidad con firma, etc. Pero me sentí obligado a mantener confidencial el contenido del informe de Smallwood. La investigación por parte de mi universidad no solo fue "muy desagradable", sino que también fue demasiado larga. ¡Duró 13 meses! ¡Tuve que contratar abogados contra mi propia Universidad! Además, era innecesario, sobre todo porque una universidad debería simplemente establecer los hechos y, si es razonable, defender a su profesor de ataques externos. Los hechos podrían haberse establecido con una taza de té con el vicecanciller en menos de media hora. Cuando mi departamento había sido destruido en el proceso, me retiré voluntariamente y posteriormente fui contratado de nuevo durante medio año para ayudar a encontrar un sucesor. En retrospectiva, veo este movimiento como una táctica inteligente de la Universidad para mantenerme contento y evitar que fuera a la prensa. Nunca se contrató a un sucesor; se encontró un buen candidato pero se le dijo que él tenía que encontrar el 100% de los fondos para hacer el trabajo. Ninguna persona con una gran reputación habría encontrado esto aceptable y, por lo tanto, el único buen candidato ni siquiera estuvo tentado de aceptar el puesto".
Se retiró en 2011, dos años antes de su retiro oficial. En julio de 2011, un artículo de Reuters describió su "prolongada disputa con el Príncipe sobre los méritos de las terapias alternativas" y afirmó que "el lunes acusó al príncipe Carlos, heredero al trono de Gran Bretaña, y a otros patrocinadores de las terapias alternativas de ser 'vendedores de aceite de serpiente' que promocionan productos sin base científica", y que la disputa "le había costado su trabajo, una afirmación que la oficina del príncipe Carlos negó".
Según Ernst, "la historia del vendedor de aceite de serpiente es un tema completamente aparte", que "sucedió años después". Agregó: "Es cierto que la oficina de Charles negó que Charles supiera que su primer secretario privado le escribió a mi vicecanciller pidiéndole que investigara mi presunto abuso de confianza". Ernst afirma que dado que Sir Michael Peat escribió su carta en su calidad de secretario privado del Príncipe, Ernst encuentra "extremadamente difícil de creer" que el príncipe no estuviese enterado.
En 2009, el nombre de Ernst apareció en una lista de partidarios de Republic, una organización que hace campaña por la abolición de la monarquía británica. Sin embargo, al escribir en su sitio web en 2022, Ernst aclaró su posición: "Aunque Charles hizo un excelente trabajo al intentarlo, no me convertí en republicano. Tengo muchas dudas de que Carlos sea un buen rey (su reinado podría incluso ser el fin de la monarquía), y ayudé a la causa republicana en varias ocasiones, pero nunca me uní formalmente a ningún grupo de este tipo (en general, no soy un miembro de partidos, clubes o grupos de interés)."

## Otros puestos significativos
En 2001, Ernst formó parte del Comité Científico de Productos Medicinales a base de Hierbas de la Junta Irlandesa de Medicamentos.
En 2005, fue miembro de la Comisión de Medicamentos de la Agencia Británica de Control de Medicamentos (ahora parte de la Agencia Reguladora de Medicamentos y Productos Sanitarios ) que determina qué sustancias pueden introducirse y promocionarse como medicamentos.
En 2008 fue examinador externo para varias escuelas universitarias de medicina en varios países.
Es miembro fundador y miembro de la junta directiva del Instituto de Ciencias de la Medicina, formado en 2009.
En febrero de 2011, Ernst fue elegido miembro del Comité para la Investigación Escéptica.
Fue editor en jefe de la revista Focus on Alternative and Complementary Therapies, la cual fundó en 1995 y que se dejó de editar en 2016.

## Trabajo en otros temas
En una publicación de Annals of Internal Medicine de mayo de 1995, Ernst detalló la "limpieza" nazi de la facultad de medicina de la Universidad de Viena que luego permitió las "atrocidades médicas" de la experimentación nazi en seres humanos.

## Libros publicados
- Homeopathy: A Critical Appraisal (with Eckhart G. Hahn). Butterworth-Heinemann 1998. ISBN 0-7506-3564-9, 240 páginas.
- The Desktop Guide to Complementary and Alternative Medicine: An Evidence-based Approach. Elsevier Health Sciences 2006, ISBN 978-0-7234-3383-5, 556 páginas.
- Complementary Therapies for Pain Management. An Evidence-Based Approach. Elsevier Science 2007. ISBN 978-0-7234-3400-9, 349 páginas.
- The Oxford Handbook of Complementary Medicine. Oxford University Press 2008. ISBN 978-0-19-920677-3, 448 páginas.
- Trick or Treatment? Alternative Medicine on Trial (con Simon Singh). Transworld Publisher 2008. ISBN 978-0-593-06129-9, 416 páginas. (El mismo libro fue publicado en EUA con el título Trick or Treatment: The Undeniable Facts about Alternative Medicine).
- Healing, Hype, Or Harm?: Scientists Investigate Complementary Or Alternative Medicine. (ed.) Imprint Academic 2008, ISBN 978-1-84540-118-4, 120 páginas.
- A Scientist in Wonderland: A Memoir of Searching for Truth and Finding Trouble. Imprint Academic 2015. ISBN 978-1845407773, 173 páginas.
- More Harm than Good?: The Moral Maze of Complementary and Alternative Medicine with Kevin Smith. Springer 2018 ISBN 978-3319699400, 223 páginas.
- SCAM: So-Called Alternative Medicine. (Societas) Imprint Academic 2018, ISBN 978-1845409708, 225 páginas.
- Don't Believe What You Think: Arguments for and against SCAM. (Societas) Ingram Book Company 2020. ISBN 9781788360081, 261 páginas.
- Charles, the Alternative Prince: An Unauthorised Biography. Societas 2022. ISBN 978-1788360708, 210 páginas.